# Cantón de Blangy-sur-Bresle
El cantón de Blangy-sur-Bresle era una división administrativa francesa, que estaba situada en el departamento de Sena Marítimo y la región de Alta Normandía.

## Composición
El cantón estaba formado por diecinueve comunas:
- Aubermesnil-aux-Érables
- Bazinval
- Blangy-sur-Bresle
- Campneuseville
- Dancourt
- Fallencourt
- Foucarmont
- Guerville
- Hodeng-au-Bosc
- Monchaux-Soreng
- Nesle-Normandeuse
- Pierrecourt
- Réalcamp
- Rétonval
- Rieux
- Saint-Léger-aux-Bois
- Saint-Martin-au-Bosc
- Saint-Riquier-en-Rivière
- Villers-sous-Foucarmont

## Supresión del cantón de Blangy-sur-Bresle
En aplicación del Decreto n.º 2014-266 de 27 de febrero de 2014, el cantón de Blangy-sur-Bresle fue suprimido el 22 de marzo de 2015 y sus 19 comunas pasaron a formar parte del nuevo cantón de Eu.